# 八坂刀賣神
八坂刀賣神（やさかとめ の かみ）為日本神話裡出現的女神。

## 概要
八坂刀賣神於長野縣諏訪湖的諏訪大社與建御名方神共奉為主祭神。除了諏訪大社下社外，各地的諏訪神社皆有祭祀。
此神靈於《記紀》並未記載，為諏訪地區固有的神祇。
神名的意義仍未知，有一說名中「八坂」為「彌榮（日文：弥栄（いやさか））」之意，推測此位神靈的名字意思為「使其欣欣向榮的女性（トメ）」。

## 系譜
關於該神靈的資料來源確實稀少且缺乏一致性，並未在《古事記》和《日本書紀》中登場。因此對於這位神靈的說法存在許多傳聞和不同的記載。
一種說法是該神靈為安曇氏出身。根據北安曇郡川合神社的社傳，記錄了這位神靈為綿津見神之女、穗高見命之胞妹。
另一種說法是該神靈的父親是天孫降臨神話中的天八坂彥命（神產巢日神的第六世孫長白羽神之子），跟隨著饒速日命而來。
根據信濃史料編纂會於1913年12月25日出版的《諏方舊跡史》〈信濃資料叢書第三〉顯示，該神明為「八坂入姬命」的妹妹。下社祭神的名字存有「八坂入姬命」的文籍紀錄，這可能為「八坂刀賣」的錯誤記載。此外，也與崇神天皇的後裔八坂入媛命的名字相似。
根據《舊跡志》（日文：旧跡志）與《洲羽事蹟考》（嘉永年間）類似的記載，諏訪大神的正妻為信濃國祖先八坂瓊之命的女兒「八坂とめの命」、側妻則是為她姐妹的「八坂乃命」。

## 神階
根据《續日本後紀》，承和9年(842年)5月，「信濃国諏方郡無位勲八等南方刀美神」的神阶升为从五位下，接着同年10月，「信濃国無位健御名方富命前八坂刀賣神」也同样升为从五位下。之后也随上社的建御名方神迅速升位。
- 嘉祥3年（850年）10月15日「信濃国御名方富命神、健御名方富命前八坂刀賣命神，並加從五位上」（『文德實録』）
- 仁寿元年（851年）10月27日「進信濃国建御名方富命、前八坂刀賣命等両大神階，加從三位」（『文德實録』）
- 貞観元年（859年）1月27日「信濃国正三位勲八等建御名方富命神從二位，從三位建御名方富命前八坂刀賣命神正三位」（『三代實録』）
- 同年2月11日「授信濃国從二位勲八等建御名方富命神正二位，正三位建御名方富命前八坂刀賣命神從二位」（『三代實録』）
- 貞観9年（867年）3月11日「信濃国正二位勲八等建御名方富命神進階從一位，從二位建御名方富命前八坂刀自命神正二位」（『三代實録』）

诹访上社和下社的神階急速上升，被认为是当时非常活跃的金刺氏（科野国造一族，后来的下社
大祝家）的力量。
| 年       | 建御名方神           | 八坂刀賣神     |
| -------- | -------------------- | -------------- |
| 842年    | 無位勲八等 →從五位下 | 無位 →從五位下 |
| 850年    | 從五位上             | 從五位上       |
| 851年    | 從三位               | 從三位         |
| ?        | (從三位→正三位?)     | --             |
| 859年1月 | 正三位勲八等 →從二位 | 從三位 →正三位 |
| 859年2月 | 從二位勲八等 →正二位 | 正三位 →從二位 |
| 867年    | 正二位勲八等 →從一位 | 從二位 →正二位 |
| 神名帳   | 名神大               | 名神大         |

## 信仰
在日本供奉八坂刀賣神的神社除了各地的諏訪神社外，另有下述：
- 妻科神社（長野縣長野市）

## 內部連結
- 大國主神
- 沼河比賣
- 建御名方神

## 外部連結
- （日語）八坂刀売命（諏訪大社上社前宮の八坂刀売命陵）（页面存档备份，存于）